# Предчувствие (фильм, 2023)
«Предчувствие» (фр. La Bête) — художественный фильм французского режиссёра Бертрана Бонелло в жанре романтической антиутопии. Главные роли в нём сыграли Джордж Маккей и Леа Сейду. Премьера состоялась на 80-м Венецианском кинофестивале в сентябре 2023 года. Картина получила номинации на ряд кинопремий, в том числе «Люмьер».

## Сюжет
Действие фильма происходит в будущем, когда люди стремятся избавиться от эмоций. Главная героиня намерена очистить свою ДНК в специальной машине, которая лишит её способности чувствовать. Однако она встречает мужчину, и между героями возникает странная связь.

## В ролях
- Леа Сейду — Габриэль
- Джордж Маккей — Луи
- Дарья Некрасова — Дакота
- Элина Лёвенсон — Ясновидящая

## Создание и оценки
Проект был анонсирован в мае 2022 года. Режиссёром стал Бертран Бонелло, главные роли получили Джордж Маккей и Леа Сейду. Съёмки начались в августе 2022 года. Фильм стал двуязычным (герои говорят на английском и французском языках), продюсеры ещё до премьеры описывали его как «разножанровый проект, который следует по стопам Дэвида Линча, Дэвида Кроненберга и Генри Джеймса».
Премьера «Предчувствия» состоялась в сентябре 2023 года, в рамках основной программы 80-го Венецианского кинофестиваля. 7 февраля 2024 года «Предчувствие» вышло в театральный прокат во Франции, 19 апреля в Канаде.
На сайте-агрегаторе отзывов Rotten Tomatoes «Предчувствие» получило рейтинг 87 % при средней оценке 7,6 из 10. На франкоязычном сайте AlloCiné его оценили на 3,7 из 5. Российский кинокритик Антон Фомочкин заявил, что отдаёт «Предчувствию» «своего личного „Золотого льва“». Стас Тыркин увидел в этом фильме «тяжеловесную образность» и «французскую претенциозность».
Картина участвовала в основной программе Вальядолидского кинофестиваля, где Леа Сейду получила награду как лучшая актриса. «Предчувствие» было номинировано на премию «Люмьер» в двух категориях и на премию Общества кинокритиков Флориды в шести категориях (победило в трёх).